# Goyen
Pour les articles homonymes, voir Goyen (homonymie).
Le Goyen [gwajɛn] est un fleuve côtier situé dans le cap Sizun, département du Finistère, en région Bretagne, en France.

## Origine du nom
Le nom Goyen est dérivé du mot breton gwazhienn, veine, (issu de gwazh, ruisseau).
En breton Gwaien est  le nom de la ville d'Audierne, la rivière s'appelant stêr Gwaien, c’est-à-dire rivière d'Audierne.

## Géographie

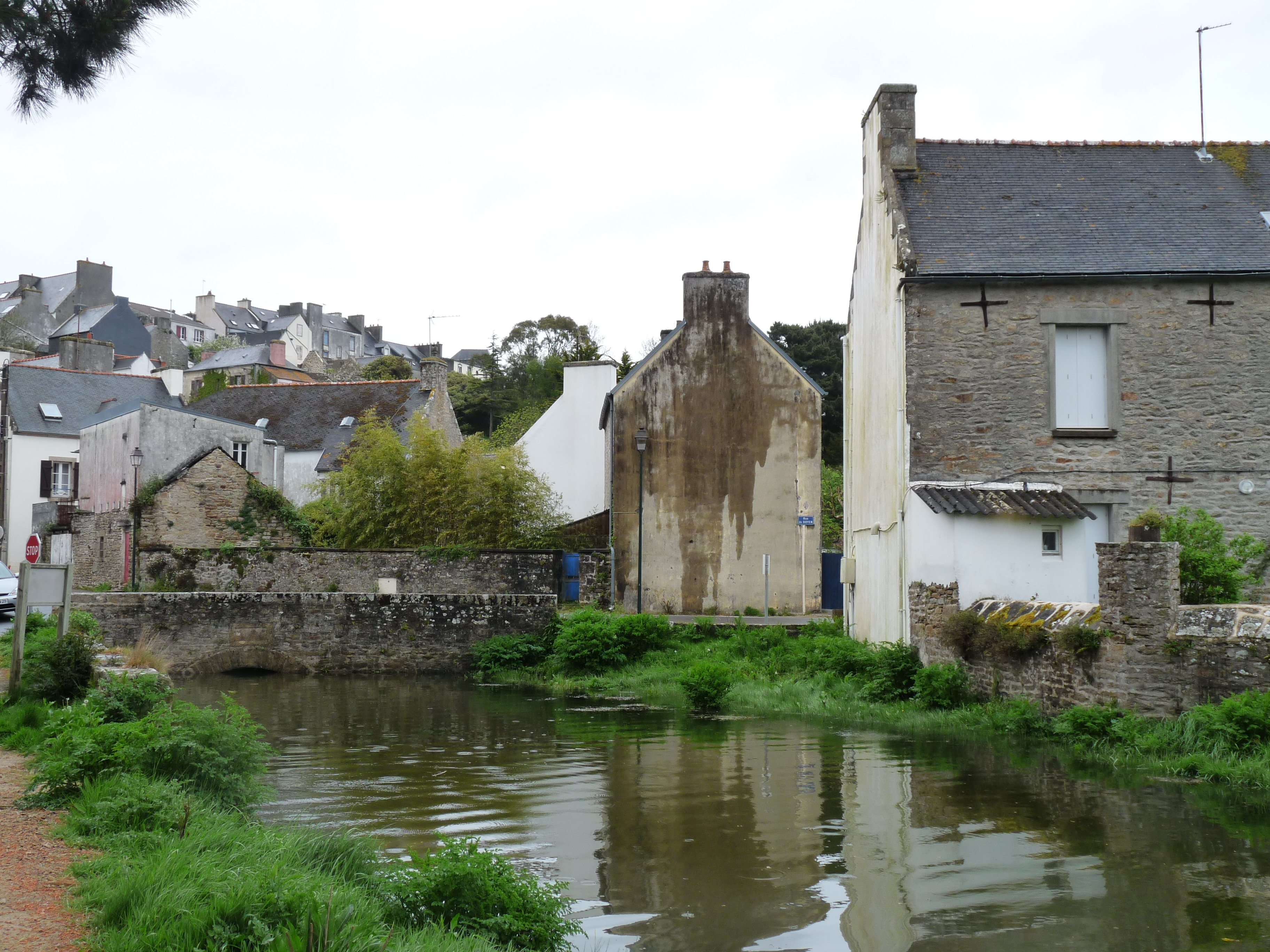
Le Goyen à Pont-Croix.

De 31,8 km de longueur, le Goyen prend sa source à Pengoyen à proximité de Plonéis dans le Finistère. Après un parcours d'environ 30 km vers l'ouest, séparant notamment les communes de Confort-Meilars et Mahalon, il arrive à Pont-Croix, d'où il part vers le sud dans un estuaire ou ria qui s'étend jusqu'à Audierne. C'est l'aber du Goyen.

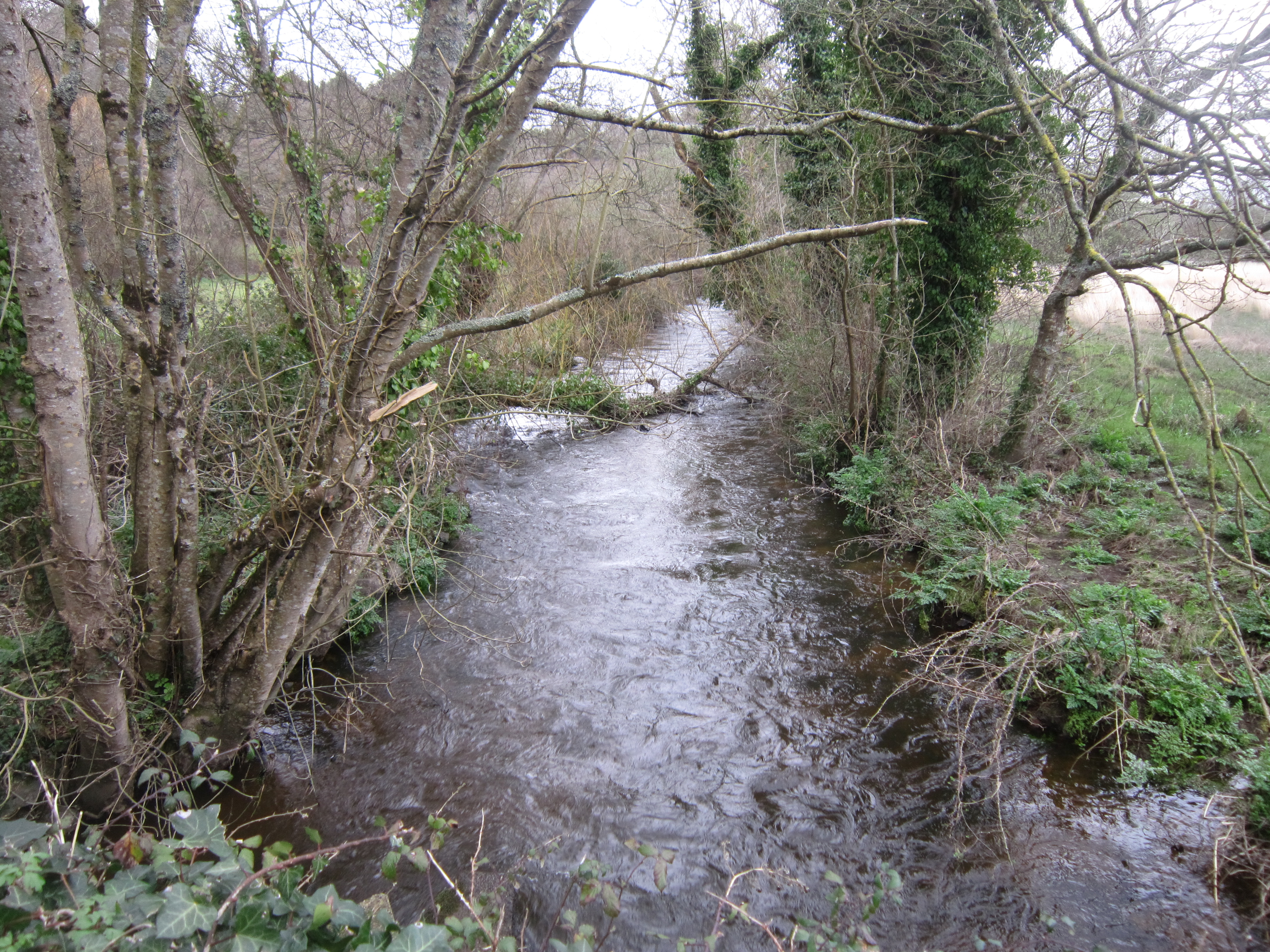
Le Goyen à la limite entre Mahalon et Confort-Meilars vu depuis le pont de la route entre Mahalon et Meilars.
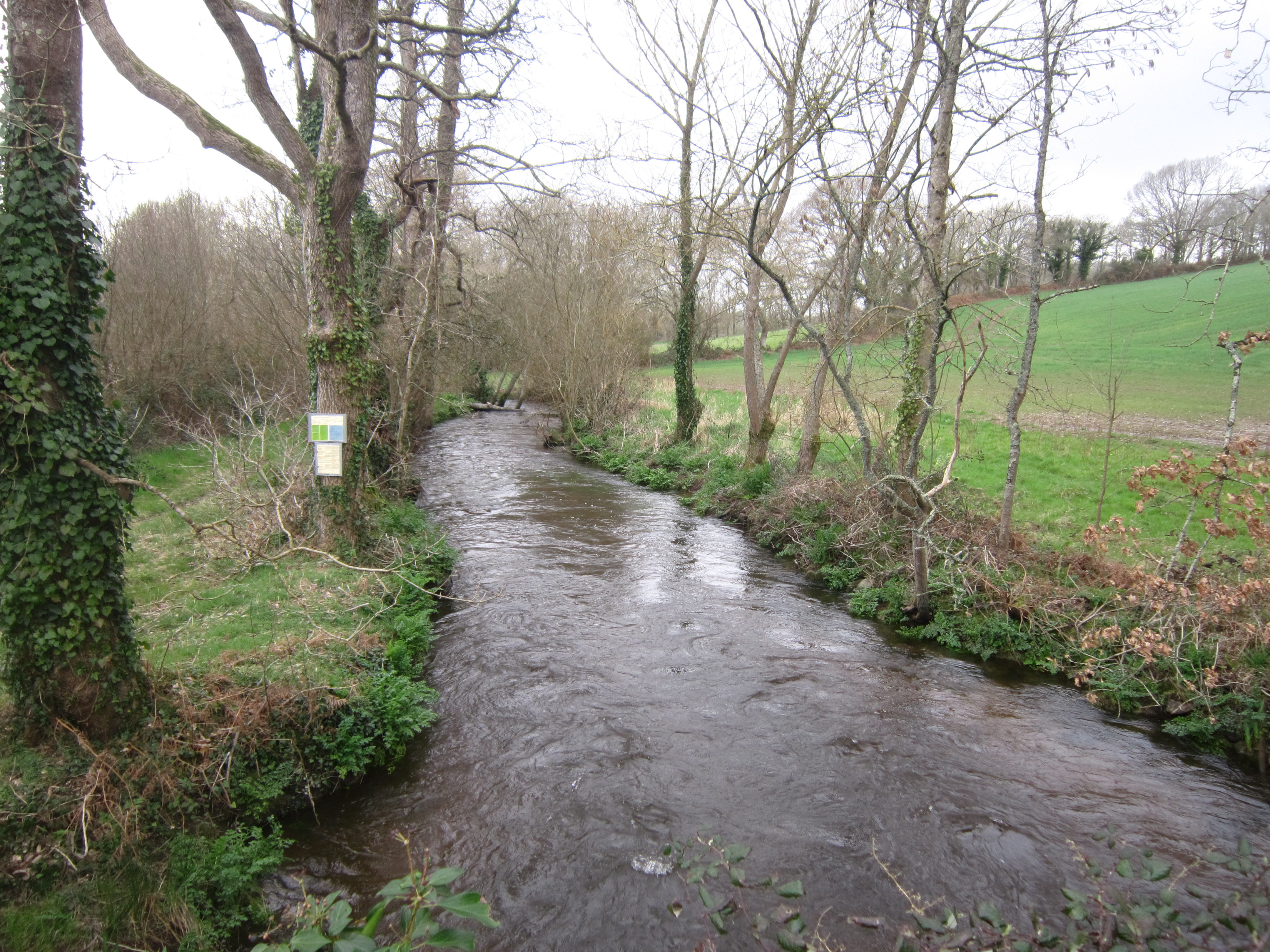
Le Goyen à la limite entre Mahalon et Confort-Meilars vu depuis le pont de la route entre Mahalon et Meilars.

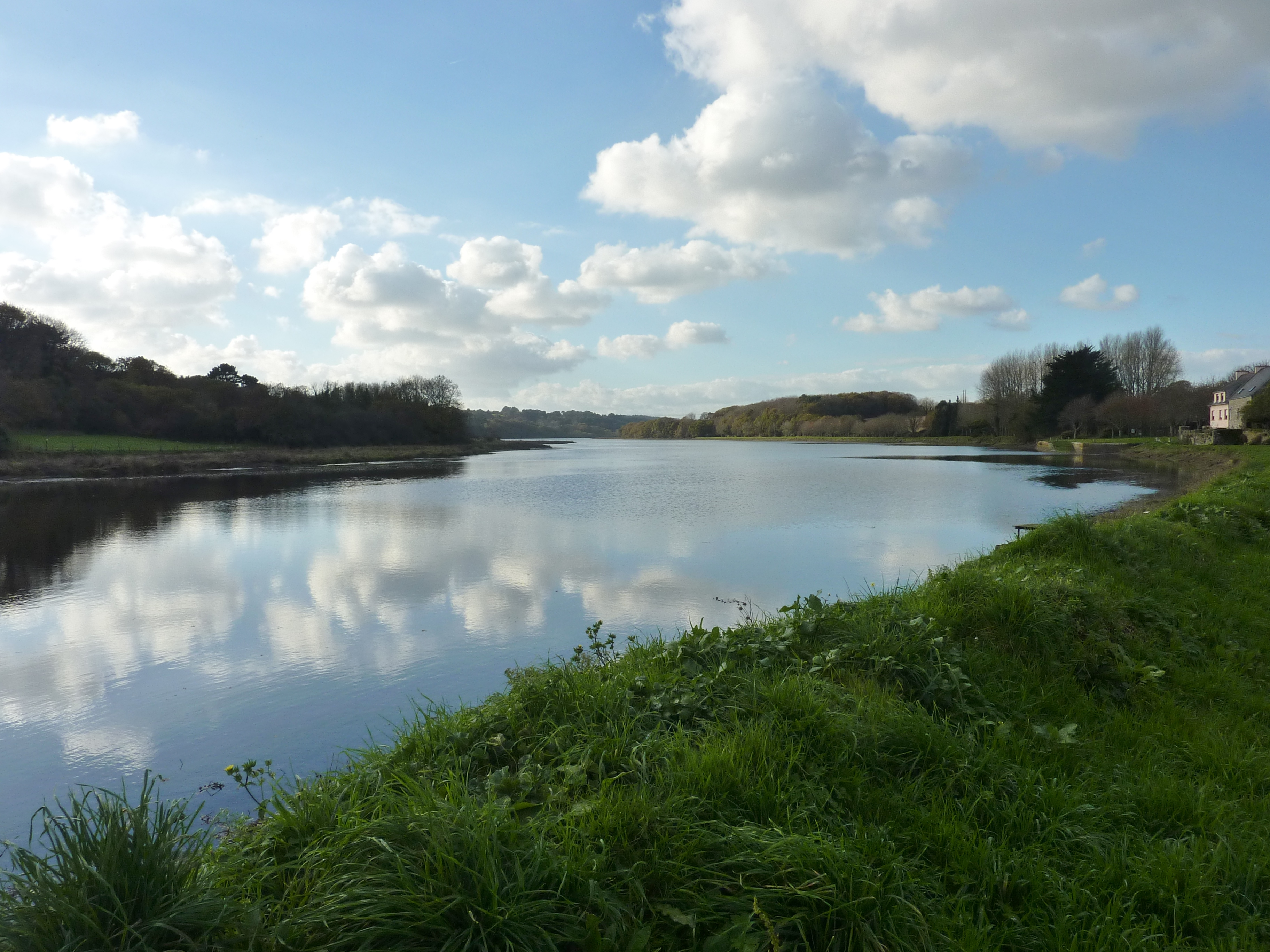
La ria du Goyen à marée haute.
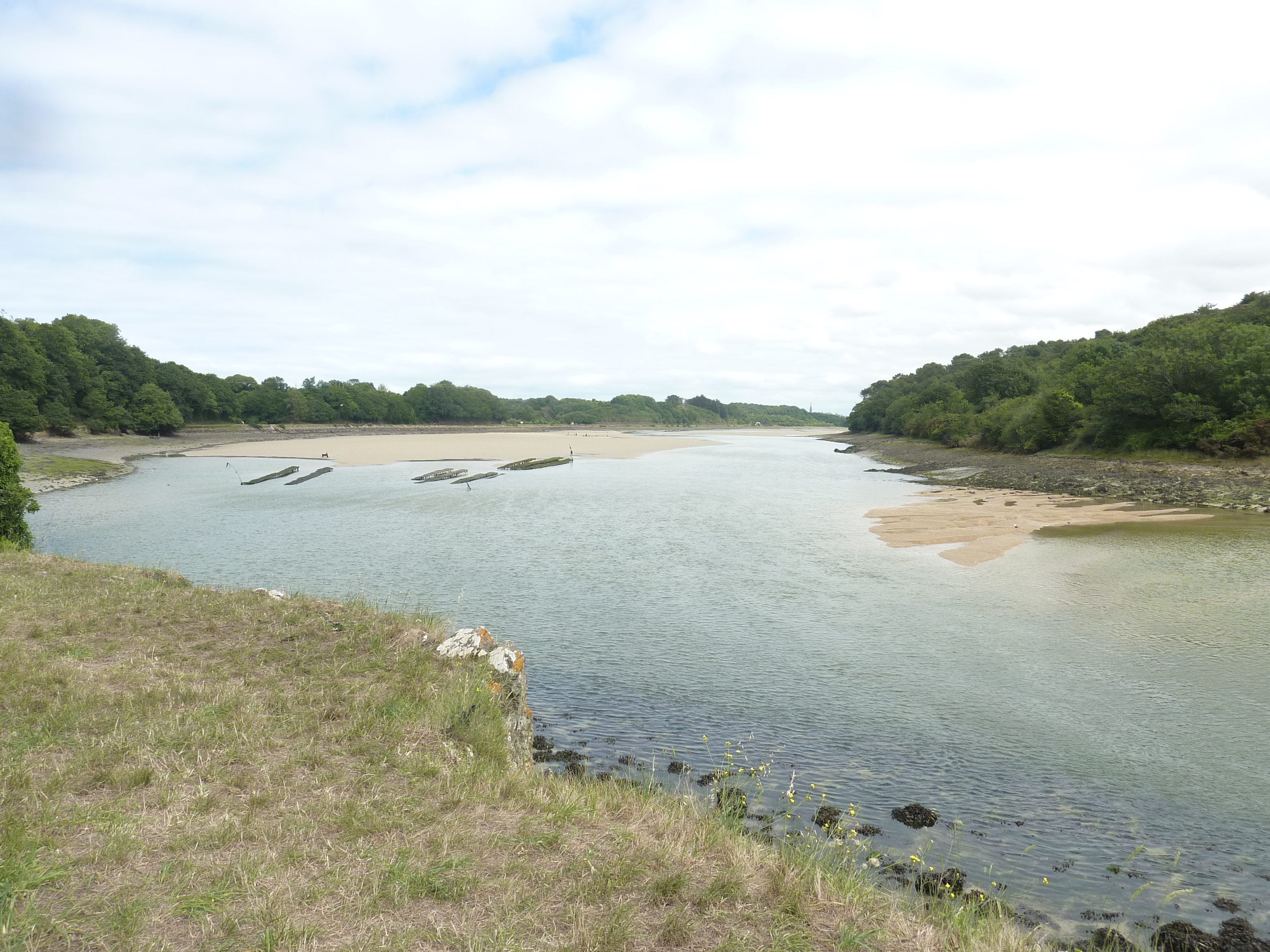
La ria du Goyen à mi-marée.
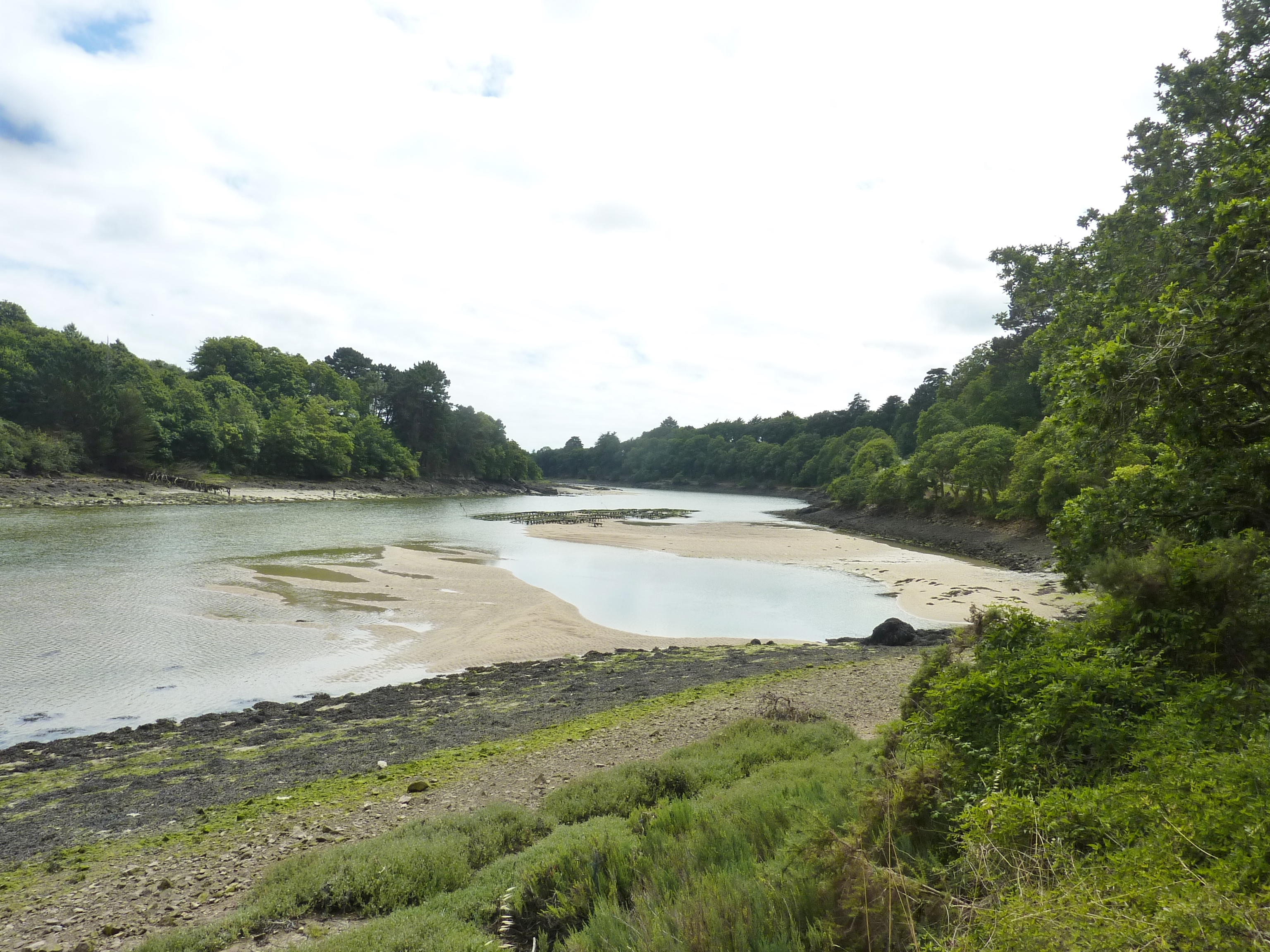
La ria du Goyen à marée basse 1.
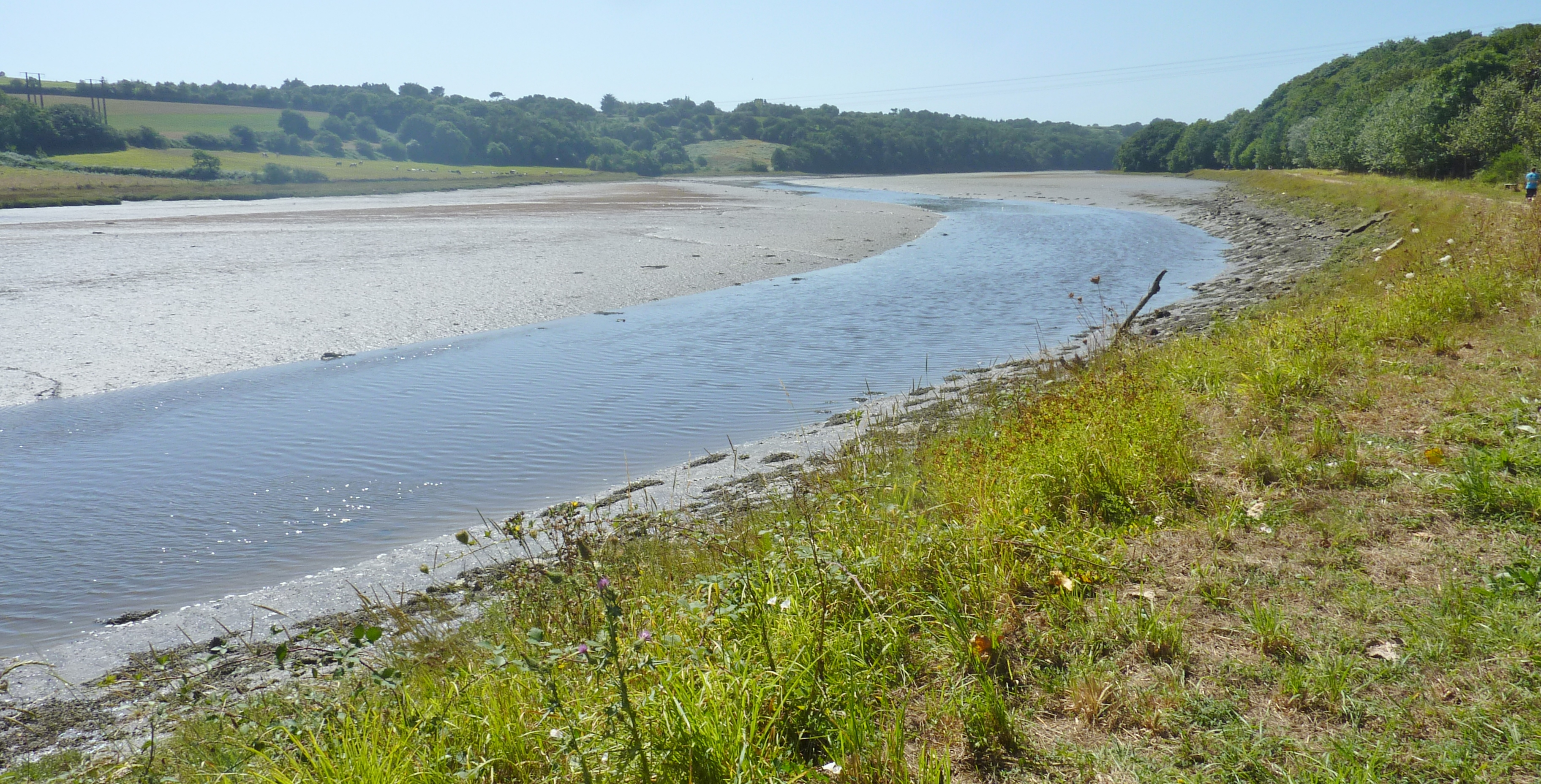
La ria du Goyen à marée basse 2.
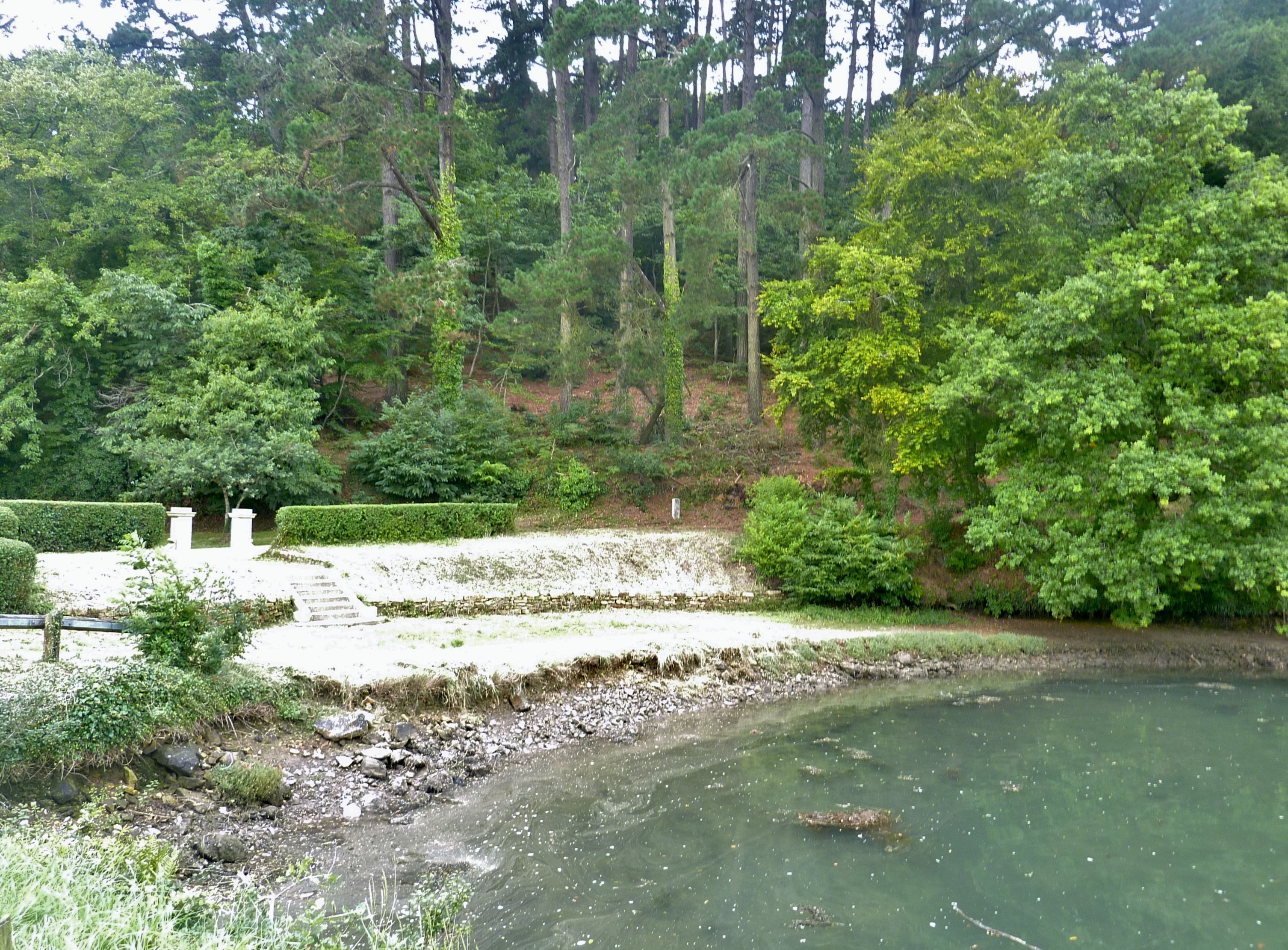
La rive droite de la ria du Goyen à Suguensou (entre Audierne et Pont-Croix).
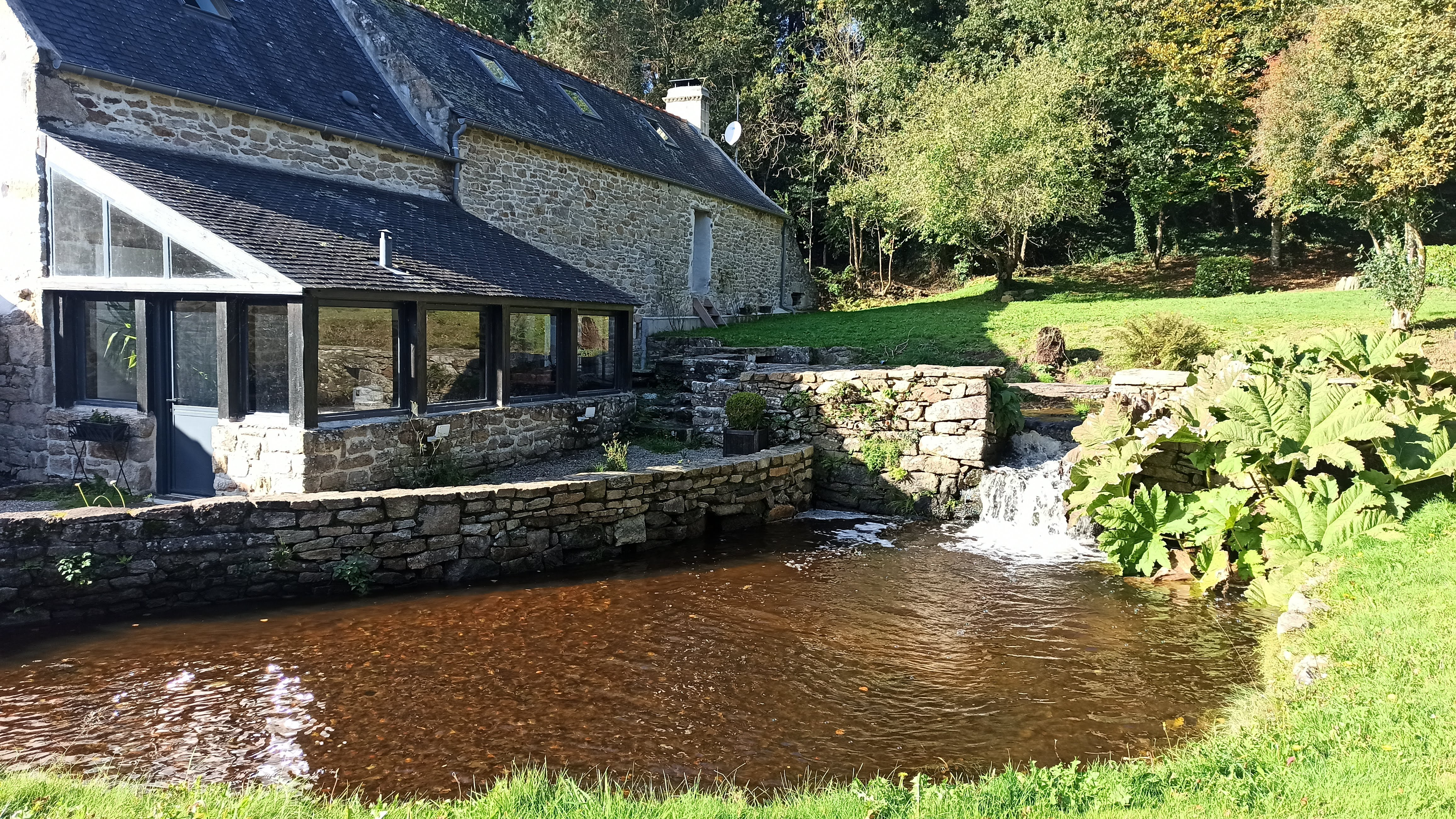
Le bief issu du Goyen au niveau du moulin de Kerguerhent à Pouldergat.

### Communes et cantons traversés
Dans le seul département du Finistère, le Goyen traverse les neuf communes suivantes, de Pont-Croix, Mahalon, Confort-Meilars, Guiler-sur-Goyen, Landudec, Pouldergat, Plogastel-Saint-Germain, Gourlizon, Ploneis.

### Histoire
Autrefois, on situait par plaisanterie la source du Goyen dans la cave du curé de Plonéis, car ce dernier était réputé pour ne servir que de l'eau à ses invités. En réalité, la rivière prend sa source non loin du bourg de Plonéis, au lieu-dit Pengoyen (c'est-à-dire en breton : « le bout du Goyen »).

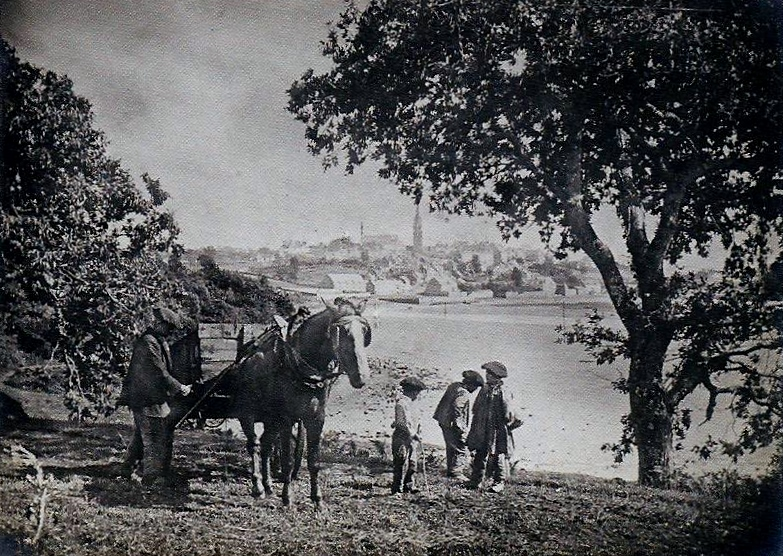
La rive du Goyen et Pont-Croix vers 1900 (photographie de Victor Camus).

La partie aval du Goyen a été utilisée comme voie de commerce dès l'Antiquité comme en témoigne la villa gallo-romaine de Kervénennec en Pont-Croix ; la navigation remontait jusqu'à Pont-Croix, site de fond d'estuaire où cesse l'influence de la marée et où existait un gué permettant de traverser ce fleuve côtier.
Les Pontecruviens ont installé en bordure du Goyen, près du pont de Pen ar Han qui avait remplacé l'ancien gué, des lavoirs et des bassins notamment pour laver les boyaux utilisés en charcuterie ; des pêcheries et des tanneries avaient été aussi aménagées sur les rives du Goyen à hauteur de Pont-Croix.
La rive droite de l'estuaire du Goyen a été utilisée pour la ligne ferroviaire de Douarnenez à Audierne des Chemins de fer départementaux du Finistère (le train était surnommé « train carottes »), ce tronçon étant commun avec la ligne d'Audierne à Pont-l'Abbé des Chemins de fer armoricains (cette ligne, dont le petit train était surnommé « youtar »), ouvre en 1912 et ferme en 1938, même s'il reprit un peu de service pendant la Seconde Guerre mondiale. Cette ancienne ligne ferroviaire a été reconvertie en sentier piétonnier et cyclable, permettant en longeant l'estuaire, de voir cet espace naturel fréquenté par des aigrettes, cormorans, hérons cendrés et autres oiseaux.